# Comitia centuriata
Comitia centuriata (término latino, comitia de comire: "reunirse" y centuria), comicios centuriados, comicios por centuria, asamblea centuriada, asamblea de las centurias o asamblea por centurias, en la Antigua Roma, eran una asamblea del pueblo romano (populus Romanus: conjunto de ciudadanos) dividida en grupos censales denominados centurias.
Se denominaba así porque, originalmente, dividía a los ciudadanos romanos en grupos de cien hombres por clases. Las centurias reflejaban inicialmente el estatus militar, pero más tarde se basaron en la riqueza de sus miembros. En un principio, se utilizaban con fines militares, para constituir las legiones y recaudar tributos. La mayoría de votos de cualquier centuria decidía el voto de esa centuria. Cada centuria recibía un voto, independientemente del número de electores que tuviera. Una vez que la mayoría de las centurias votaban de la misma manera sobre una determinada medida, la votación finalizaba y el asunto quedaba decidido.
Bajo la República (509 - 27 a. C.), solo esta asamblea podía declarar la guerra o elegir a los magistrados romanos de más alto rango: cónsules, pretores y censores. Además, la asamblea centuriata servía como máximo tribunal de apelación en ciertos casos judiciales (en particular, los casos de perduellio), y ratificaba los resultados de un censo.
Era una de las asambleas establecidas en la Antigua Roma para votar, núcleo del sistema político romano, junto con la asamblea curiada (comitia curiata), la asamblea tribada (comitia tributa) y la asamblea plebeya (concilium plebis).

## Origen
La tradición atribuye la creación de los comicios centuriados al sexto rey de Roma, Servio Tulio (c. 578 - c. 534 a. C.), cuando el pueblo romano fue dividido en centurias. Según este sistema, los que pagaban impuestos y prestaban el servicio militar se agrupaban en seis clases, de acuerdo con su patrimonio. Los que no poseían bienes para soportar las cargas se colocaban entre los infra classim.
En realidad, sin embargo, probablemente no se crearan antes del siglo V a. C.. Existían antes del 450 a. C., ya en plena República, puesto que la Ley de las Doce Tablas se refiere a ellos como comitiatus maximus.
Esta división en centurias tuvo probablemente un origen militar, pero rápidamente adquirió poderes políticos. En el 427 a. C., si no antes, pero no hay pruebas contrastadas, estos comicios aprobaban o rechazaban las declaraciones de guerra (Lex de bello indicendo), y luego intervenían en las decisiones relativas a los tratados de paz o a la creación de colonias.
Hasta el censor Apio Claudio (que lo fue del 312 al 308 a. C.), sólo se contabilizaban los bienes inmuebles para su clasificación en clases. Este magistrado, sin embargo, pasó a incluir también los bienes muebles, valorándolo todo en dinero. 
Los comicios centuriados se celebraban fuera de la ciudad de Roma, en el Campo de Marte, porque el pueblo votaba con las armas.

## Funciones

### Funciones electorales
Desde finales del siglo V a. C., los comicios centuriados actuaban como asamblea electiva de los altos magistrados. Elegían a:
- Altos magistrados ordinarios, es decir, a los cónsules y pretores cada año, y a los censores cada cinco años
- Tribunos militares con poderes consulares a finales del siglo V a. C. y principios del siglo IV a. C. cuando sustituían a los cónsules.
- Excepcionalmente, en los años 451 y 450 a. C., los comicios centuriados elegían a los miembros del colegio encargado de redactar las leyes romanas, los decemviri legibus scribundis.[8]

### Funciones judiciales
La función de los comicios centuriados era votar la condena o absolución de los ciudadanos acusados de delitos capitales, como la alta traición (perduellio).

### Funciones legislativas
Según P. de Francisci, la votación de las leyes podía proponerse tanto a los comicios centuriados como a los comicios tribunados. Sin embargo, sólo los comicios centuriados estaban facultados para aprobar leyes especializadas, como:
- Leyes de declaración de guerra (Lex de bello indicendo) o de ratificación de tratados de paz, ya que los comicios centuridos eran, originariamente, el populus en armas.
- Leyes de confirmación de los poderes de los censores (Lex de censoria potestate).

Desde el comienzo de la República hasta la Lex Hortensia (287 a. C.), las propuestas legislativas (rogationes) esencialmente políticas y constitucionales fueron sometidas y votadas por los comicios centuriados, como la Lex Aternia Tarpeia, la legislación decemviral, las Leges Valeriae Horatiae, las Leges Publiliæ Philonis, la Lex Valeria del 300 a. C. y, finalmente, la propia Lex Hortensia.
Después de la Lex Hortensia (286 a. C.), la función legislativa de los comicios centuriados pasó a un segundo plano y se reservó para medidas solemnes, como la Lex Valeria, que otorgó a Sila el poder de dictador constituyente en el 82 a. C., o la retirada de Cicerón del exilio en el 57 a. C.
Tras la aprobación por los comicios, la rogatio debía ser ratificada por el Senado (patrum auctoritas) para poder aplicarse, hasta que una Lex Publilia Philonis (339 a. C.) decretó: Ut legum, quæ comitiis centuriatis ferrentur, ante initum suffragium patres auctores fierent.

## Composición
Los comicios centuriados se basaban en una división del pueblo romano en centurias, divididas en una clase ecuestre y cinco clases basadas en la riqueza. En Roma, un ciudadano era un soldado que se equipaba a sus propias expensas. Para un romano (como para un ateniense), todo aquel que pudiera permitírselo debía ser capaz de luchar y opinar sobre la política de su ciudad. Originalmente, era la posesión de la tierra lo que servía para definir la clase a la que pertenecían los ciudadanos.
Los ciudadanos se dividían en centurias, que juntas formaban el exercitus -palabra que se refería tanto al ejército como a los ciudadanos reunidos en centurias.
El número exacto de centurias que formaban los comicios centuriados sigue siendo objeto de debate. El número de 193 centurias es generalmente aceptado por los historiadores modernos, aunque Christol y Nony aceptan 193 o 194, y Claude Nicolet, 193 o 195, cifra impar necesario para establecer una mayoría. Las 193 centurias se desglosan por clases de la siguiente manera, en orden descendente de riqueza:
- Clase ecuestre: 18 centurias ecuestres
- Clase I: 80 centurias
- Clase II: 20 centurias
- Clase III: 20 centurias
- Clase V: 30 centurias

A éstas se añadían las centurias subordinadas de músicos e ingenieros, así como las centurias de capite censi, individuos sin más riqueza que su cabeza. Como resultado, una mayoría absoluta de 97 (o 98) centurias podía ser obtenida por las centurias ecuestres y las de la primera clase, es decir, las de los ciudadanos más ricos.